# Marian Constandache
Marian Constandache, pseudonim literar pentru Mîță Marian - Michi, (n. 16 iunie 1954, Bârlad) este un poet, romancier, publicist și eseist român. Este membru al Uniunii Scriitorilor din România, filiala Iași.

## Biografie
Absolvent al Facultății de Filologie din cadrul Universității „Ștefan cel Mare” din Suceava. Profesor de limba germană la Colegiul Național „Gheorghe Roșca Codreanu”. Bibliotecar la Biblioteca Municipală „Stroe S. Belloescu" din Bârlad până în anul 2016. A fost membru al cenaclului literar „Numele poetului”, condus de poetul Cezar Ivănescu.

## Activitate
Inițiator al unor colocvii de literatură desfășurate în spațiile Bibliotecii. Fondatorul revistelor Octopus, Syntonia, Düsseldorf, Germania.
Director fondator al revistei „Procust".

## Cărți publicate
- Convorbiri la arhipelagul ferestrei (versuri)
- Incantații pentru inhalarea unui gaz toxic: iluzia (versuri)
- Dietă zilnică pentru lepădarea de trup (versuri)
- Infernul metabolic (poeme)
- Zidul (poeme)[2]
- Luceafărul eminescian - Note la o paradigmă transmodernă (eseu)
- Guvernatorul giruetelor de ceară (roman)
- Edenul impar (roman)
- Un carnaval în infern (versuri, cu o postfață hidraulică de Ancelin Rosetti)

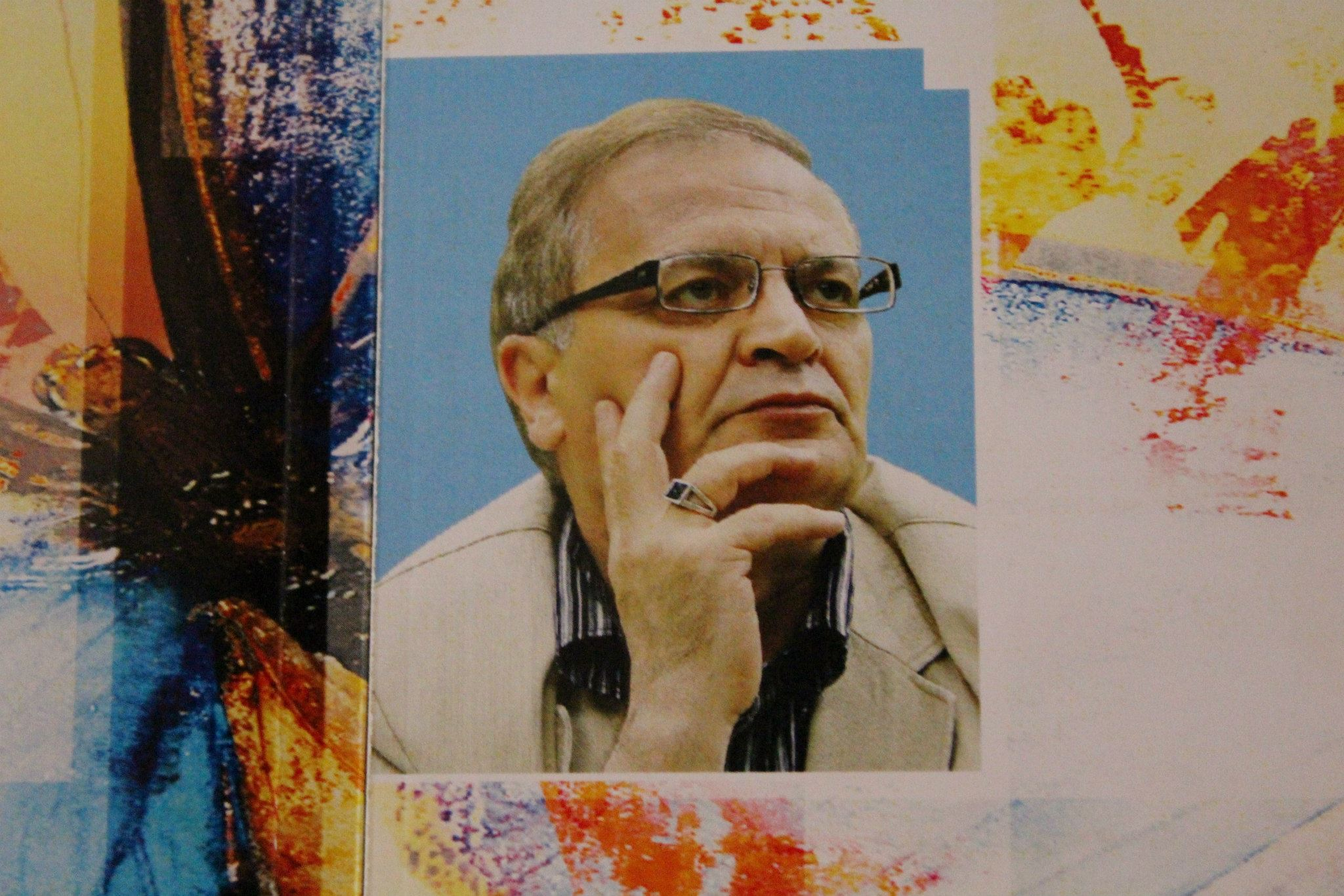
Fotografie realizată la lansarea romanului Travesti, 15 noiembrie 2014, Sala de lectură a Bibliotecii Municipale „Stroe S. Belloescu” Bârlad

- Fotografie realizată la lansarea romanului Travesti, 15 noiembrie 2014, Sala de lectură a Bibliotecii Municipale „Stroe S. Belloescu” BârladTravesti (roman), 2014